# Saint-Ciers-sur-Bonnieure
Saint-Ciers-sur-Bonnieure är en kommun i departementet Charente i regionen Nouvelle-Aquitaine i västra Frankrike. Kommunen ligger  i kantonen Mansle som ligger i arrondissementet Confolens. År 2022 hade Saint-Ciers-sur-Bonnieure 313 invånare.

## Befolkningsutveckling
Antalet invånare i kommunen Saint-Ciers-sur-Bonnieure
Referens:INSEE